# 넬레우스
넬레우스(Neleus)는 그리스 신화에 나오는 살모네우스의 딸 티로와 포세이돈 사이에 태어난 아들이다. 펠리아스의 쌍둥이 형제이다. 티로는 아버지의 형제 클레테우스의 손에서 자랐으며, 그녀는 자기가 낳은 쌍둥이를 버렸으나 말지기가 주워다가 길렀다. 그들은 성인이 되어 그들의 어머니가 살모네우스의 후처인 시데로에게 학대받고 있음을 알고, 헤라의 신전으로 도망간 시데로의 뒤를 쫓아가 붙잡아다가 제단 위에서 칼로 베어 죽였다. 그 후 형제가 서로 싸우게 되어 넬레우스는 쫓겨 메세네로 가서 필로스를 건설하고, 암피온의 딸 클로리스를 아내로 삼아 외동딸 페로와 타우로스, 아스테리오스, 필라온, 데이마코스 등 12명의 아들을 낳았다. 헤라클레스가 이피토스를 죽였을 때, 넬레우스는 헤라클레스의 살인죄를 씻어줄 것을 거부하였기 때문에 헤라클레스는 필로스를 공격하여 게레니아인의 땅에 있던 네스토르를 제외한 11명의 아들들을 죽였다.